# Baldissero Torinese
Baldissero Torinese – miejscowość i gmina we Włoszech, w regionie Piemont, w prowincji Turyn.
Według danych na rok 2004 gminę zamieszkiwało 3240 osób, 216 os./km².